# Ryboły (gromada)
Ryboły – dawna gromada, czyli najmniejsza jednostka podziału terytorialnego Polskiej Rzeczypospolitej Ludowej w latach 1954–1972.
Gromady, z gromadzkimi radami narodowymi (GRN) jako organami władzy najniższego stopnia na wsi, funkcjonowały od reformy reorganizującej administrację wiejską przeprowadzonej jesienią 1954 do momentu ich zniesienia z dniem 1 stycznia 1973, tym samym wypierając organizację gminną w latach 1954–1972.
Gromadę Ryboły z siedzibą GRN w Rybołach utworzono – jako jedną z 8759 gromad – w powiecie bielskim w woj. białostockim, na mocy uchwały nr 12/V WRN w Białymstoku z dnia 4 października 1954. W skład jednostki weszły obszary dotychczasowych gromad Ryboły i Wojszki ze zniesionej gminy Ryboły w tymże powiecie oraz obszar dotychczasowej gromady Rzepniki ze zniesionej gminy Zawyki w powiecie białostockim. Dla gromady ustalono 18 członków gromadzkiej rady narodowej.
31 grudnia 1959 do gromady Ryboły przyłączono obszar zniesionej gromady Pawły.
Gromada przetrwała do końca 1972 roku, czyli do kolejnej reformy gminnej.